# Derrick Gibson
Derrick Gibson (Miami, 22 marzo 1979) è un ex giocatore di football americano statunitense che ha militato nel ruolo di safety nella National Football League (NFL).

## Carriera
Al college Gibson giocò a football a Florida State, vincendo il campionato NCAA nel 1999. Fu scelto come ventottesimo assoluto nel Draft NFL 2001 dagli Oakland Raiders. Vi giocò per tutta la carriera fino al 2006. La sua miglior stagione fu quella del 2003, in cui ebbe i primati personali in partenze come titolare (14), tackle (68) e intercetti (2).